# الدوري الهولندي الدرجة الأولى 1964–65
الدوري الهولندي الدرجة الأولى 1964–1965 هو الموسم التاسع من الدوري الهولندي الدرجة الأولى منذ إنشائه في عام 1956. فاز بهذا الموسم فيلم 2 تيلبورغ.

## الفرق
يشارك 20 نادي في الدوري: النادي الذي يحتل المرتبة الأولى في هذا الدوري يتأهل مباشرة إلى الدوري الهولندي الممتاز، تأهل في هذه الدوري فيلم 2 تيلبورغ.